# 그래피컬 에디팅 프레임워크
그래피컬 에디팅 프레임워크(영어: Graphical Editing Framework, GEF)는 그래픽 애플리케이션과 관련된 프레임워크와 최종 사용자 구성 요소를 제공하는 이클립스 프로젝트이다.

## 역사
GEF는 처음에는 IBM의 etools(com.ibm.etools.gef)의 일부로 개발되었다가 버전 2.0.0부로 2002년에 이클립스에 기부되었으며 당시 2개의 구성 요소로 구성되었다: Draw2d(표준 위젯 툴킷(SWT) 기반 2차원 시각화 구성 요소), GEF(MVC. 이클립스 리치 클라이언트 플랫폼(RCP) 애플리케이션의 일부로서 그래피컬 편집기에 사용 가능한 관련 MVC(모델-뷰-컨트롤러) 프레임워크) 이클립스에서의 첫 릴리스는 2003년 3월 GEF 2.1.0이었다. 다음 주요 버전 GEF 3.0.0은 2004년 6월에 출시되었으며 격자, 가이드 지원과 같은 수많은 신규 기능들이 제공된다. GEF 3.4.0 릴리스의 일부로서 버전 1.0.0부로 2007년에 제3의 프로젝트 구성 요소로서 제스트(Zest)가 추가되었다. GEF 3.0.0이 출시된 2004년 이후로 프레임워크의 API에는 오직 호환 가능한 변경사항만 적용되었다.
GEF 3.x 구성 요소의 유지보수와 병행하여 프로젝트 팀에 의해 2010년 이후로 프레임워크의 새로운 주 리비전이 개발되고 있다. 훨씬 더 더 모듈화된 방식을 따르도록 완전히 재설계되었으며 기반 렌더링 프레임워크로 SWT 대신 자바FX를 사용하며 이클립스 RCP 애플리케이션과 독립적으로 사용할 수도 있다. 보통 GEF4로 일컫는 구성 요소들은 2015년 6월 GEF 3.10.0(마스) 릴리스의 일부로서 버전 0.1.0에 처음 출시 출시되었다. GEF4 구성 요소들은 2016년 6월 GEF 4.0.0(네온) 릴리스의 일부로서 버전 1.0.0에 출시될 예정이다.

## GEF 3.x
GEF 3.x은 이클립스 리치 클라이언트 플랫폼(RCP) 애플리케이션의 일부로서 그래픽컬 편집기와 뷰를 실현하기 위한 프레임워크 기술을 제공한다. 내부적으로 3개의 요소로 분리할 수 있다:
- Draw2d - 표준 위젯 툴킷(SWT) 기반의 2차원 시각화 구성 요소
- GEF(MVC) - 이클립스 RCP 애플리케이션의 일부로서 그래피컬 편집기를 실현하기 위해 사용할 수 있는 MVC(모델-뷰-컨트롤러) 구성 요소.
- 제스트(Zest) - 이클립스 RCP 애플리케이션의 일부로서 그래프와 같은 데이터 구조의 시각화를 위한 뷰를 실현하기 위해 사용할 수 있는 그래프 기반 시각화 툴킷.